# Ефимова, Алиса Борисовна
Алиса Борисовна Ефимова (род. 8 июня 1999, Коувола, Южная Финляндия) — финская, российская, немецкая и американская фигуристка, выступающая в парном катании. Со своим бывшим партнёром Рюбеном Бломмартом они — серебряные призёры этапа Гран-при Grand Prix Espoo (2022).
Начинала карьеру в одиночном разряде, представляла на соревнованиях Финляндию. В 2015 году перешла из одиночного в парное катание. На протяжении пяти сезонов выступала за Россию в дуэте с Александром Коровиным, с которым была победительницей Кубка России (2018), серебряным призёром Гран-при США (2018) и чемпионкой Универсиады (2019). В 2020 году стала в пару с членом сборной Германии Рюбеном Бломмартом.

## Карьера
Алиса Ефимова родилась в Финляндии, первоначально она и выступала как одиночница за Финляндию. С самого начала хотела выступать в парном катании, именно из-за этого она перебралась в 2014 году в Россию. Она сетовала, что в Финляндии практически невозможно найти партнёра и тренера для парного катания. В России Павлова посоветовала ей Коровина, с ним она встала в пару.
В феврале 2015 года они в Саранске на финале Кубка России были только седьмыми. Однако пара продолжила упорные тренировки и в декабре получила право выступить на российском чемпионате в Екатеринбурге, где они были в конце турнирной таблицы. Однако через полтора месяца в Саранске на финале Кубка России они, к удивлению многих специалистов, финишировали вторыми. Были после этого отправлены на международный турнир Мемориал Зейбта в Вену, где также финишировали вторыми.
Новый предолимпийский сезон фигуристы начали неожиданно, они заменили своих партнёров по сборной на Кубке Ростелекома в Москве, где финишировали предпоследними, но улучшили все свои прежние спортивные достижения. Вскоре они выступали на одном из этапов серии «Челленджер» в Эстонии на Трофее Таллина, где финишировали вторыми. В конце декабря фигуристы выступили в Челябинске на чемпионате России, где заняли восьмое место и попали в состав сборной России на XXVIII зимнюю Универсиаду в Казахстан. Однако в последний момент на Универсиаде были отменены соревнования парников. Спортсмены в феврале приняли участие в финале Кубка России, где как и в прошлый год заняли второе место.
В сентябре российская пара начала олимпийский сезон в Бергамо, где на Кубке Ломбардии они финишировали в пятёрке. Через неделю фигуристы выступали в Братиславе, где на турнире Мемориал Ондрея Непелы, они финишировали с бронзовыми медалями. При этом они улучшили свои прежние достижения в сумме и произвольной программе. В конце ноября в Таллине на турнире города россияне финишировали вторыми и при этом они улучшили своё прежнее достижение в короткой программе. На национальном чемпионате в середине декабря в Санкт-Петербурге пара финишировала в конце десятке ведущих российских пар. В конце февраля 2018 года на финале Кубка России пара стала победителями.
Вскоре после окончания национального чемпионата 2020 года пара распалась.
После этого Алиса перебралась в Германию и встала в пару с Рюбеном Бломмартом. С ним она дебютировала на национальном чемпионате страны 2022 года, где завоевали серебряные медали. На международной арене пара дебютировала в сентябре 2022 года на турнире Nebelhorn Trophy, где заняли второе место. В январе 2023 года на европейском чемпионате немецкие фигуристы финишировали рядом с пьедесталом. В марте на мировом чемпионате, пара замкнула первую десятку и улучшила свои достижения в произвольной программе.
Через два дня после окончания чемпионата партнёр Алисы заявил о завершении карьеры.

## Программы

### Парное катание с Бломмартом
| Сезон     | Короткая программа | Произвольная программа | Показательные номера                                                                                      |
| --------- | --- | --- | --- |
| 2022—2023 | - Соната для фортепиано № 14 Людвиг ван Бетховен в исполнении Артур Рубинштейн - Moonlight Sonata (Epic Trailer Version) в исполнении Hidden Citizen хореография: Беньямин Штеффан, Ростислав Синицын | - Private Investigations Dire Straits & Марк Нопфлер - Sold My Soul Two Wooden Stones хореография: Беньямин Штеффан, Ростислав Синицын | - The Danger Zone Рэй Чарльз - Hit the Road Jack Рэй Чарльз в исполнении The Overtones ft. Beverly Knight |

### Парное катание с Коровиным
| Season    | Короткая программа                                                           | Произвольная программа                                                                                        | Показательные номера                        |
| --------- | ---------------------------------------------------------------------------- | --- | ------------------------------------------- |
| 2019—2020 | - Carmina Burana Карл Орфф хореография: Елена Масленникова, Александр Стёпин | - The Sound of Silence Пол Саймон в исполнении Disturbed хореография: Елена Масленникова, Александр Стёпин    |                                             |
| 2018—2019 | - Human Rag'n'Bone Man хореография : Александр Стёпин                        | - Дорога Нино Рота                                                                                            | - Gypsy Dance                               |
| 2017—2018 | - Joue Jusqu'au Matin Йошка Немет хореография: Юлия Горюнова                 | - La Strada Нино Рота                                                                                         |                                             |
| 2016—2017 | - Chilly Cha Cha Джесси Джей хореография: Юлия Горюнова                      | - Tales from the Vienna Woods Иоганн Штраус (сын) - Kaiser-Walzer Иоганн Штраус сын хореография Юлия Горюнова |                                             |
| 2015—2016 | - The Very Thought of You                                                    | - New York, New York                                                                                          | - Девятое мая в исполнении Сосо Павлиашвили |
| 2014—2015 | - El día que me quieras Рауль Ди Бласио                                      | - New York, New York                                                                                          |                                             |

## Результаты
Выступления за Германию в парном катании с Рюбеном Бломмартом
| Соревнования                      | 21/22         | 22/23         |
| Международные                     | Международные | Международные |
| --------------------------------- | ------------- | ------------- |
| Чемпионат мира                    |               | 10            |
| Чемпионат Европы                  |               | 4             |
| Этапы Гран-при. Skate Canada      |               | WD            |
| Этапы Гран-при. Финляндия         |               | 2             |
| Челленджер. Nebelhorn Trophy      |               | 2             |
| Челленджер. Finlandia Trophy      |               | 2             |
| Челленджер. Золотой конёк Загреба |               | 5             |
| Национальные                      |               |               |
| Чемпионат Германии                | 2             |               |

Выступления за Россию в парном катании с Александром Коровиным
| Соревнования                  | 14/15         | 15/16         | 16/17         | 17/18         | 18/19         | 19/20         |
| Международные                 | Международные | Международные | Международные | Международные | Международные | Международные |
| ----------------------------- | ------------- | ------------- | ------------- | ------------- | ------------- | ------------- |
| Этапы Гран-при. Cup of Russia |               |               | 7             |               | 5             |               |
| Этапы Гран-при. Skate America |               |               |               |               | 2             |               |
| Этапы Гран-при. Cup of China  |               |               |               |               |               | 8             |
| Этапы Гран-при. NHK Trophy    |               |               |               |               |               | 4             |
| Finlandia Trophy              |               |               |               |               |               | 2             |
| Nebelhorn Trophy              |               |               |               |               | 1             | 7             |
| Универсиада                   |               |               |               |               | 1             |               |
| Золотой конёк                 |               |               |               |               | 1             |               |
| Lombardia Trophy              |               |               |               | 5             |               |               |
| Мемориал Непелы               |               |               |               | 3             |               |               |
| Tallinn Trophy                |               |               | 2             | 2             |               |               |
| Cup of Tyrol                  |               |               | 2             |               |               |               |
| Мемориал Зайбта               |               | 2             |               |               |               |               |
| Национальные                  |               |               |               |               |               |               |
| Чемпионат России              |               | 9             | 8             | 9             | 6             | 9             |
| Финал Кубка России            | 7             | 2             | 2             | 1             |               |               |

Выступления за Финляндию в одиночном катании
| Соревнования                | 12/13                       | 13/14                       |
| Международные среди юниоров | Международные среди юниоров | Международные среди юниоров |
| --------------------------- | --------------------------- | --------------------------- |
| Bavarian Open               | 4                           |                             |
| Volvo Open Cup              | 10                          |                             |
| Dragon Trophy               |                             | 16                          |
| Национальные среди юниоров  |                             |                             |
| Чемпионат Финляндии         |                             | 13                          |